# Paracyathus molokensis
Espèce
Statut CITES
Paracyathus molokensis est une espèce de coraux appartenant à la famille des Caryophylliidae.